# 포카칩
포카칩은 오리온에서 제조·생산하는 과자이다. 감자를 주원료로 하고 있으며 과거에는 동양제과와 미국의 식품업체 프리토레이사와의 합작사인 '오리온프리토레이'의 명의로 생산되었다.

## 사건사고

### 미국산 감자 수입 불가
포카칩은 90%이상이 미국산 감자이다. 그런데 2021년 미국에 대형 산불이 나면서 미국은 감자 수출을 중단했고 오리온까지 영향을 미친다. 오리온은 다행히 2022년 2월까지 사용할 미국산 감자를 확보해 뒀고 2월이 지나면 호주산 감자를 쓸 예정이라고 밝혔다.

### 사이트 공격 사건
포카칩에서는 포카칩은 OO이다 왜냐하면 OO이라서라는 이벤트를 실시했다. 포카칩의 매력을 듣기를 원했던 것이였다. 하지만 포카칩은 봉지안에 과자보다 공기가 많았다는 사람들의 공격 대상이 되었다. 포카칩은 여자친구다. 없잖아, 포카칩은 이순신이다. 열두조각이다 등의 말을 하기도 했고 심지어 포카칩은 천국이다. 제작자가 내일 천국행이라는 공격까지 받으며 포카칩은 사이트를 중단하고 사과문을 올렸다.

## 소개
1980년대 당시 미국의 식품업체인 프리토레이사와의 합작사인 오리온프리토레이 명의로 첫 생산을 하였다. 먼저 생산한 농심 포테토칩의 아성을 꺾기위해 오리온에서 야심차게 내놓은 감자 스낵으로, 식염이 첨가된 오리지널과 양파가 첨가된 양파맛으로 나오게 되었다. 당시에는 '포카칩1'과 '포카칩2'로 나왔었다.
농심 포테토칩과 시장 점유율에서 경쟁을 하고 있다.

## 종류
- 오리지널(식염): 푸른색 바탕
- 어니언맛: 초록색 바탕

## 특징
생감자를 주원료로 하고 있으며, 얇고 바삭한 식감이 특징이다.

## 신제품
신제품은 매콤짭짤한 '레드스파이시맛'과 향긋한 풍미의 '블랙트러플맛' 2종이다.
오리온은 감자의 맛과 감자칩의 식감을 최대로 끌어올렸다는 의미로 제품명을 포카칩 MAX로 정했다.
또 포카칩 MAX를 제조할 때 생감자를 1.6mm 안팎의 두께로 썰어 튀겨내 풍미와 식감을 차별화했다고 설명했다.
오리온 관계자는 "감자칩의 두께와 튀기는 방식을 차별화해 맛과 바삭한 식감을 높였다"며 "무더운 여름철 시원한 맥주나 음료와 함께 즐기기에 제격"이라고 설명했다.
한편 오리온은 이달 감자 수확철을 맞아 포카칩 MAX 외에 기존 포카칩, 스윙칩 등도 국산 햇감자로 생산을 시작한다.

## 같이 보기
- 감자칩
- 스윙칩
- 농심 포테토칩
- 감자튀김
- 프링글스